# Pellenes vanharteni
Pellenes vanharteni är en spindelart som beskrevs av Wesolowska 1998. Pellenes vanharteni ingår i släktet Pellenes och familjen hoppspindlar. Inga underarter finns listade i Catalogue of Life.